# Diecezja Hiroszimy
Diecezja Hiroszimy – diecezja Kościoła rzymskokatolickiego w Japonii, w metropolii Osaki. Została ustanowiona w 1923 jako wikariat apostolski Hiroszimy. Status diecezji otrzymała w 1959. Do roku 1940 biskupami diecezjalnymi byli misjonarze niemieccy z zakonu jezuitów. Później urząd ten obsadzano już duchownymi japońskimi.